# Quai
Pour les articles homonymes, voir Quai (homonymie).
Cet article concerne l'équipement lié à la mer et aux cours-d'eau. Pour le quai de chemin de fer, voir Quai de gare.

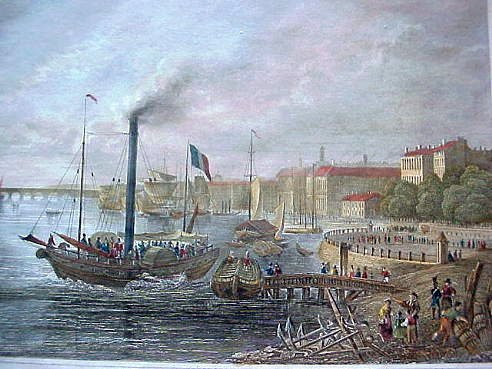
Quai aménagé, milieu du XIX (Bordeaux).

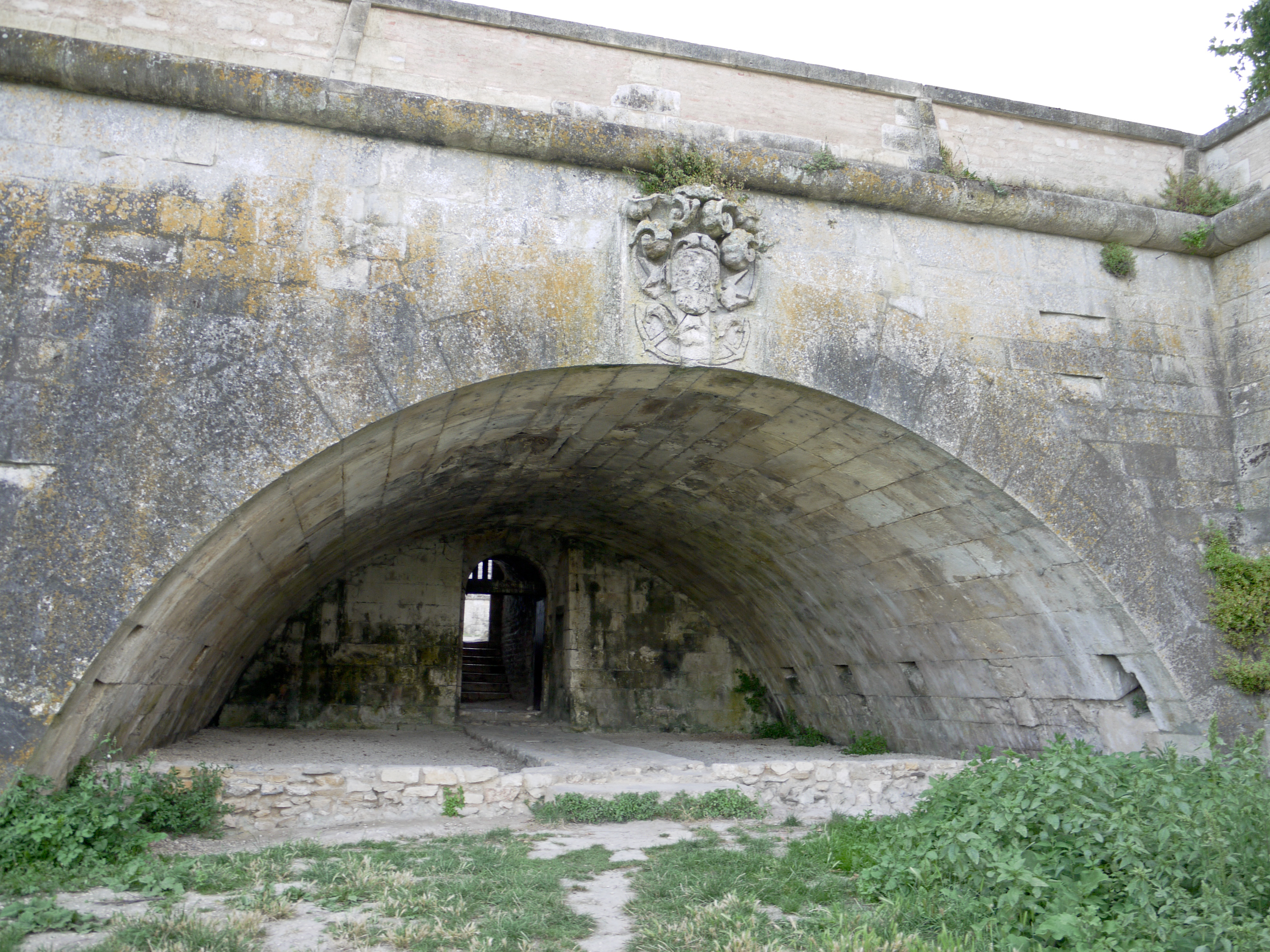
Quai de déchargement, ancien port souterrain (Hiers-Brouage).

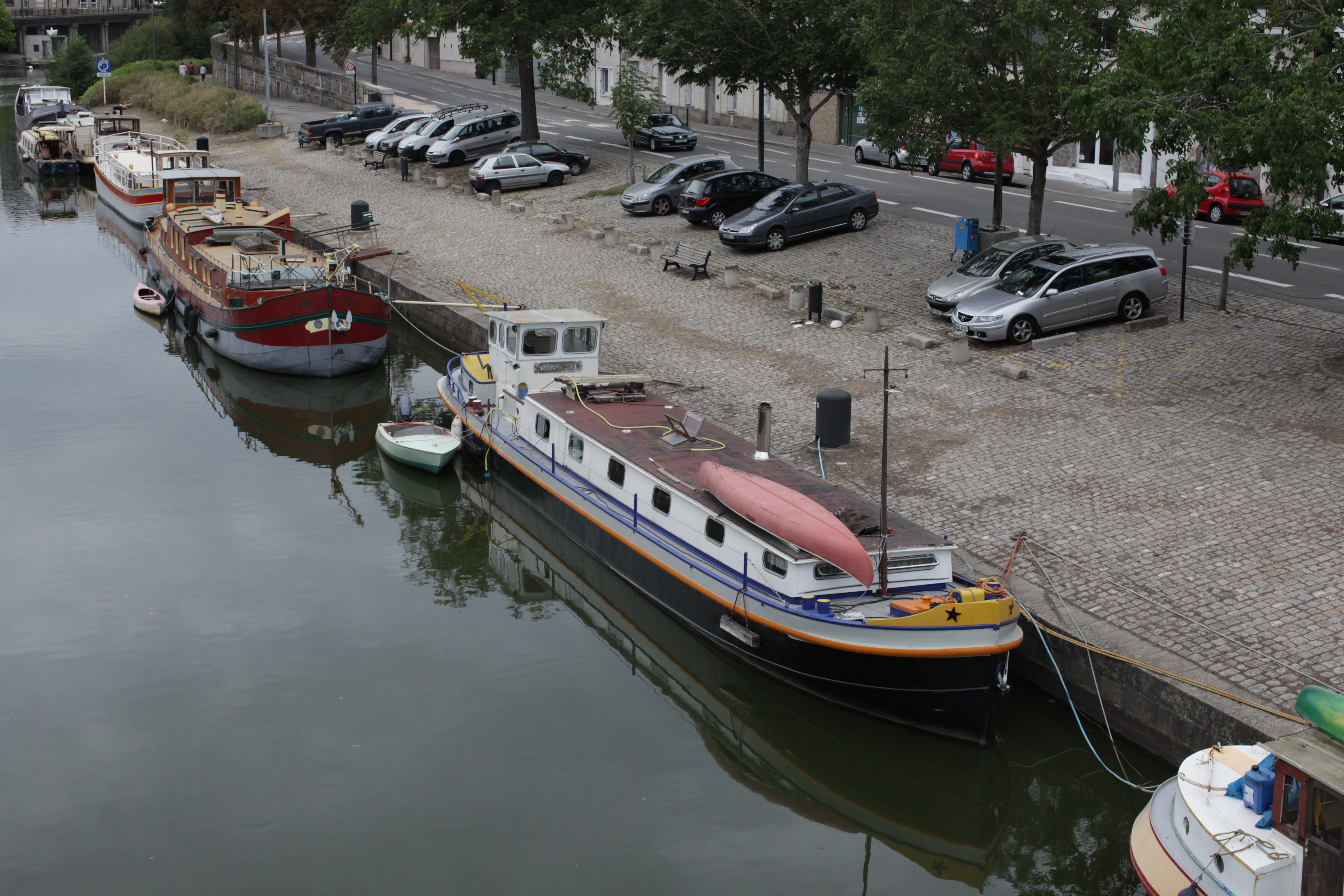
Quai de pierres (quai Henri-Barbusse, Nantes).

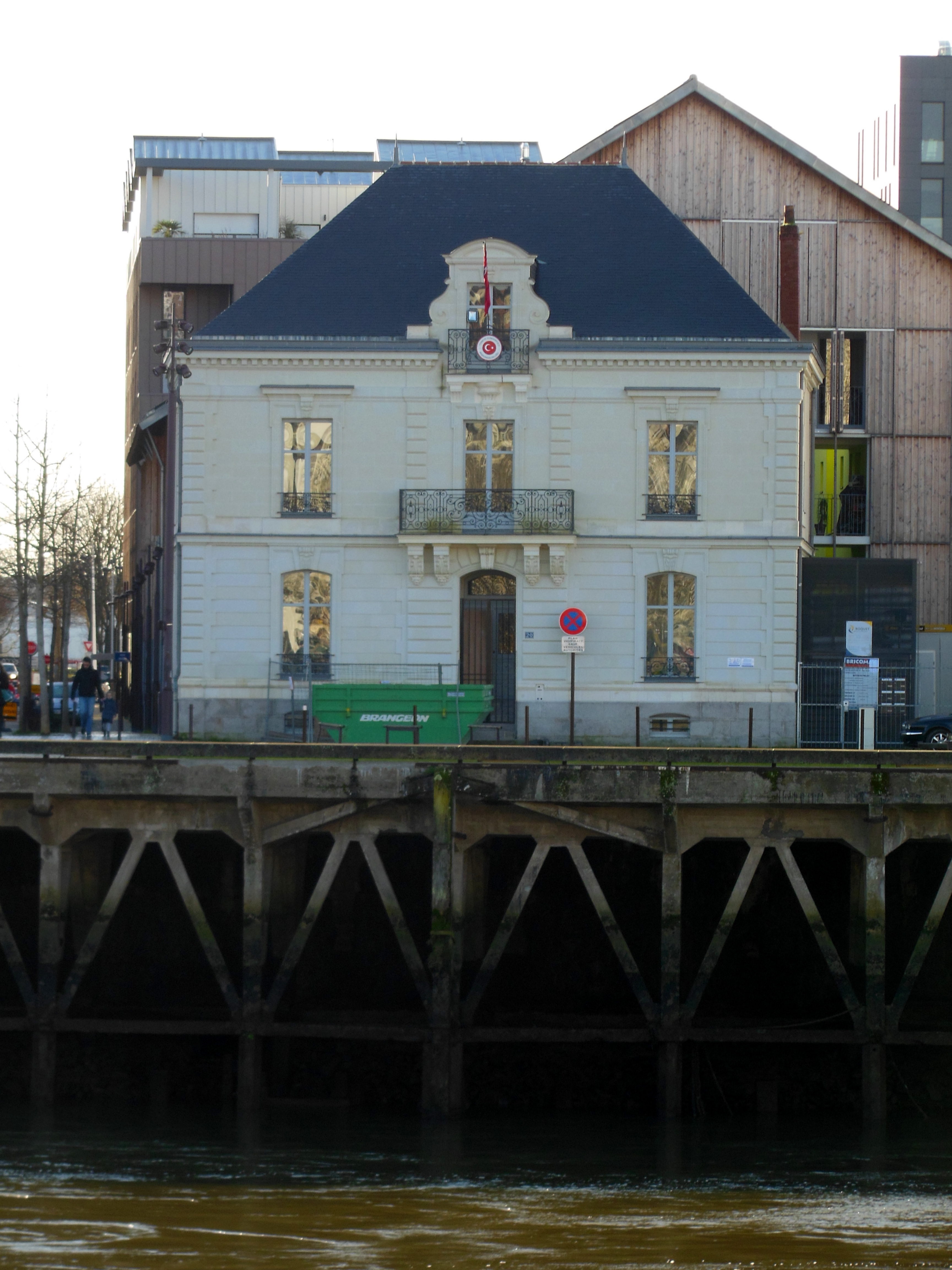
Quai en treillis de béton (Nantes).

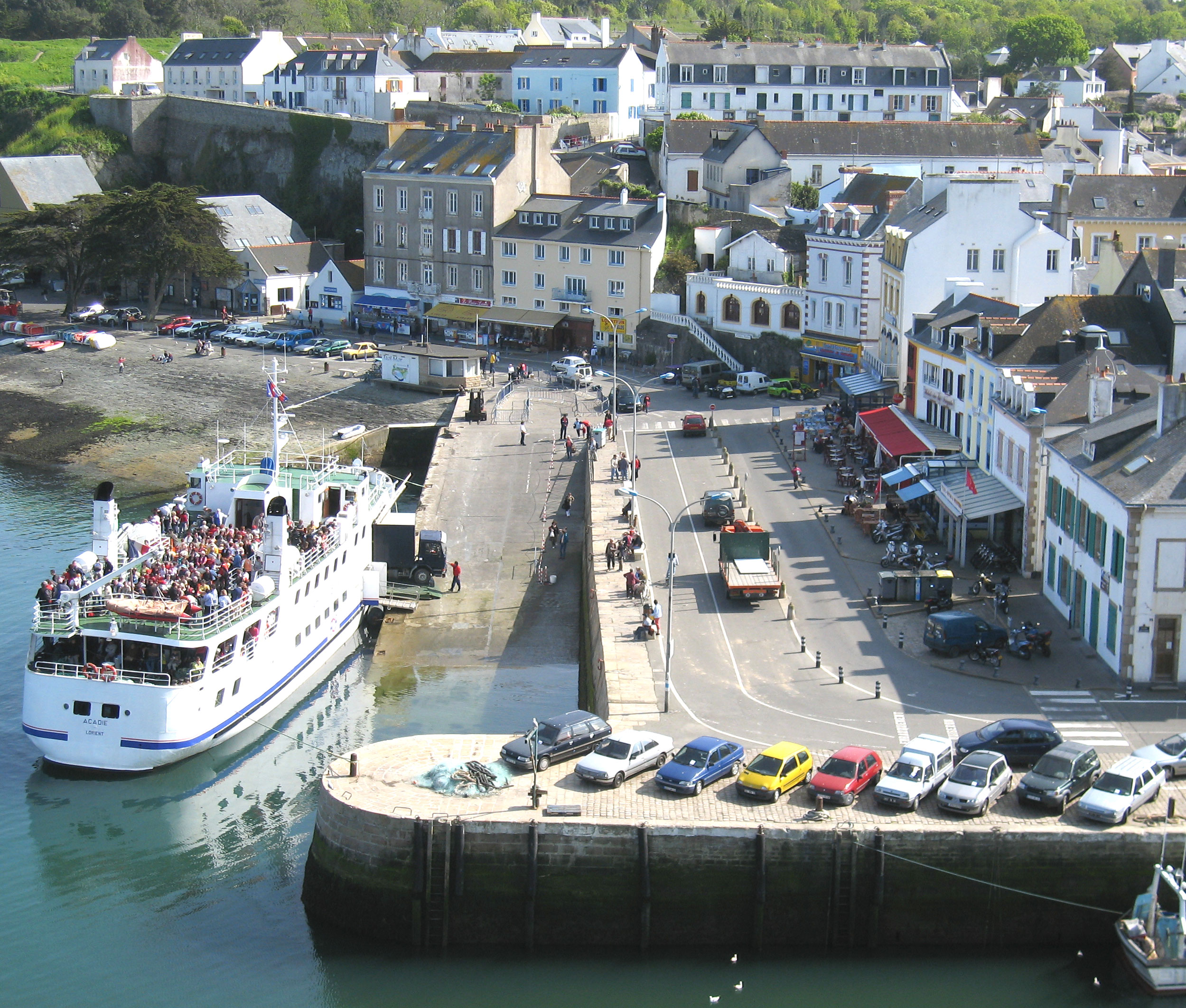
Quai à cale (Le Palais, Belle-Île-en-Mer).

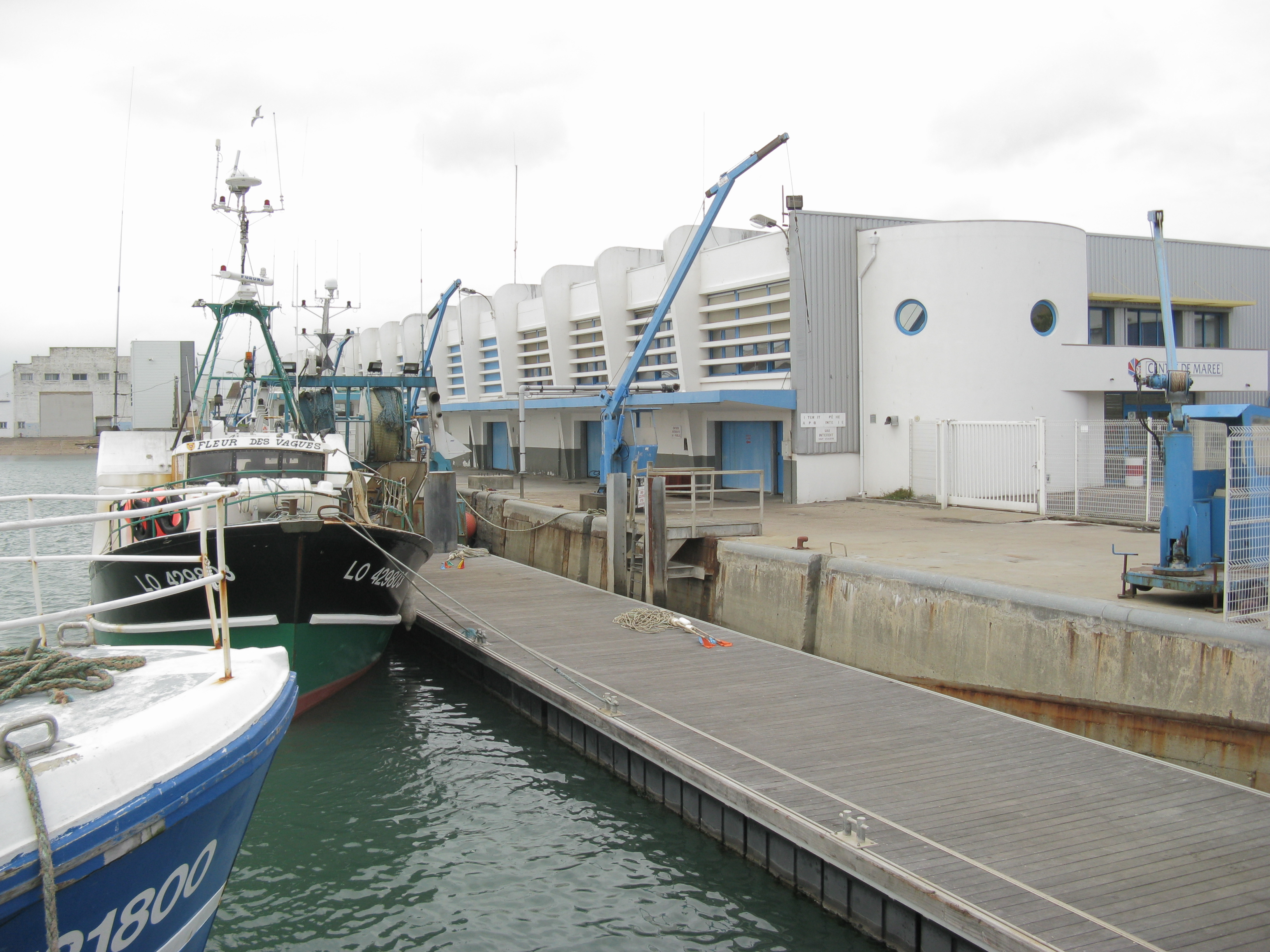
Quai à ponton flottant (Les Sables-d'Olonne).

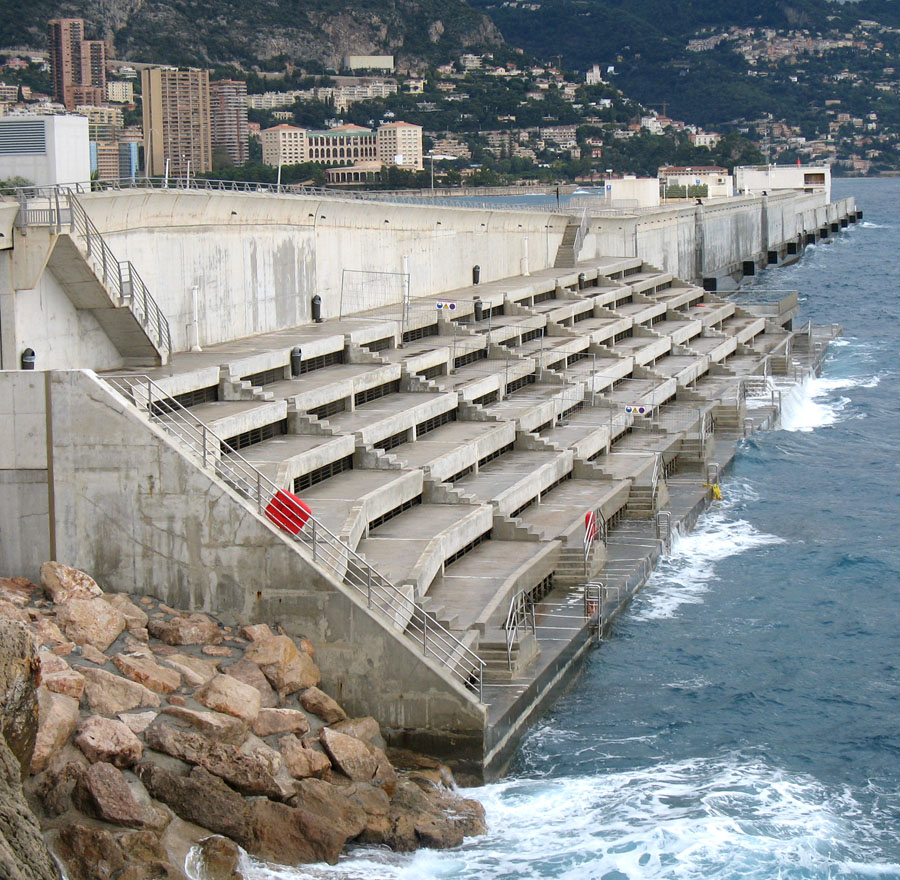
Quai de front de mer (Monaco).

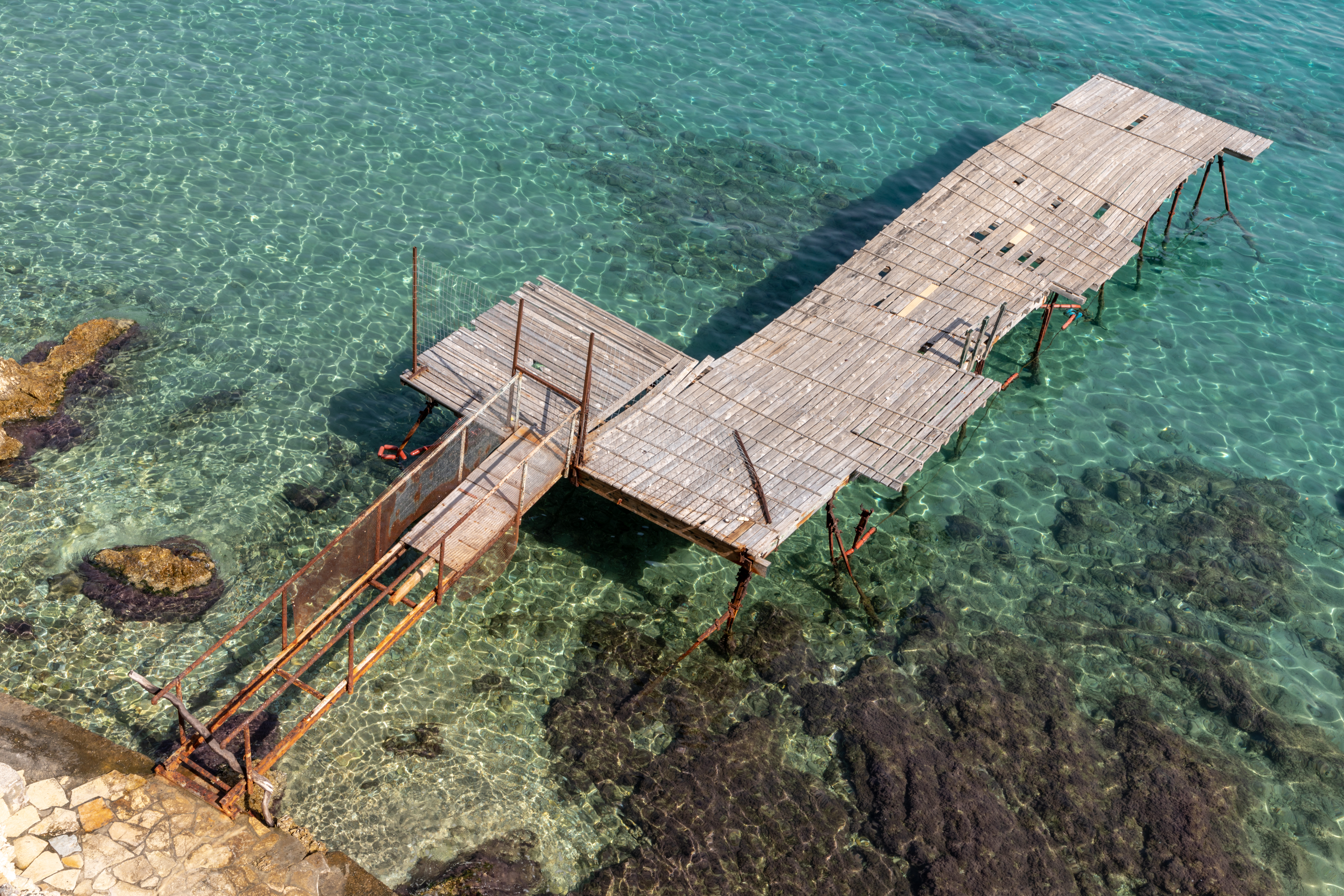
Quai à Corfou. Octobre 2018.

Un quai est un dispositif permettant le chargement et le déchargement de passagers et de biens au bord d'une étendue d'eau.
Il s'agit d'une levée ordinairement revêtue de pierres, au bord du bassin d'un port ou sur les rives d'une rivière, d'un canal, d'un lac, et destinée à retenir les berges ou à faciliter l'accostage des navires pour leur déchargement.
Dans les ports maritimes, les levées de pierres sont remplacées par des ouvrages de maçonnerie constitués d'un mur de soutènement perpendiculaire au niveau de l'eau et longé d'une chaussée ou d'une plate-forme permettant l'accostage et les opérations de débarquement et d'embarquement.
Sur un quai, on peut trouver des engins de levage, comme des grues ou des portiques de manutention, ainsi que des constructions telles que les hangars servant à l'entreposage des marchandises débarquées de navires.
Les voies de circulation qui longent les voies d'eau, particulièrement en zone urbaine, prennent  fréquemment le nom de « quai » même en l'absence d'accostage.
Le terme serait d'origine gauloise caio(n).
Le terme de quai est également utilisé dans les chemins de fer ; il provient du monde de la marine. Il permet d'embarquer ou de débarquer les voyageurs et les marchandises dans les trains.